# Сахалинское высшее морское училище
Сахалинское высшее морское училище имени Т. Б. Гуженко — высшее учебное заведение, расположенное в городе Холмск Сахалинской области, занимающееся подготовкой специалистов морского транспорта. Одно из старейших морских образовательных учебных заведений, было основано в 1855 году в Николаевске-на-Амуре. В 1949 году было переведено в Холмск, где было образовано как Сахалинское мореходное училище им. Адмирала Макарова. В мае 2004 года по решению Правительства РФ в целях создания укрупненного комплекса по подготовке специалистов и научной работе на морском транспорте Сахалинское мореходное училище было присоединено к Морскому государственному университету и стало его филиалом.

## История
В 1855 году было открыто первое на Дальнем Востоке Николаевское-на-Амуре морское училище, откуда и берёт своё начало мореходное училище.
В последующие годы оно именовалось: «Морское училище портов Восточного океана», «Морское училище Приморского Края», «Сибирское морское училище», «Николаевское штурманское училище», «Николаевский морской техникум». Постановлением Государственного Комитета Обороны СССР № 5311 от 5 марта 1944 года морской техникум был переименован в Николаевское-на-Амуре мореходное училище.
В соответствии с приказом Министерства высшего и среднего специального образования СССР № 9/т от 9 ноября 1948 года «О перебазировании в 1949 году мореходного училища из Николаевска-на-Амуре в Холмск», 400 курсантов, 30 преподавателей и комсостав училища вместе со всем оборудованием, мебелью, книжным фондом переехали на Сахалин. Оно получило название Сахалинское мореходное училище имени Адмирала Макарова и просуществовало в этом статусе 55 лет. В мае 2004 года по решению Правительства РФ в целях создания укрупненного комплекса по подготовке специалистов и научной работе на морском транспорте Сахалинское мореходное училище было присоединено к Морскому государственному университету имени адмирала Г. И. Невельского и стало его филиалом.
30 декабря 2008 года по инициативе Федерального агентства морского и речного транспорта РФ, с целью увековечения имени бывшего министра морского транспорта, филиал был переименован в Сахалинское мореходное училище им. Гуженко — Филиал Морского государственного университета им. Адмирала Невельского. Тимофей Борисович Гуженко в 1950-е годы был начальником Холмского морского торгового порта и Сахалинского морского пароходства. За годы своего существования училище подготовило более 12 тыс. квалифицированных морских командных кадров: штурманов, судоремонтников, гидротехников, механизаторов, электромехаников, специалистов по управлению морским транспортом и по эксплуатации портового и служебно-вспомогательного флота.

## Структура филиала
В морском училище осуществляется подготовка морских кадров по направлениям:
- Среднее профессиональное образование
  - Судовождение
  - Эксплуатация судовых энергетических установок
  - Организация перевозок и управление на транспорте (по видам)
- Высшее профессиональное образование
  - Судовождение
  - Эксплуатация судовых энергетических установок